# Evangelische Kirche Mettingen

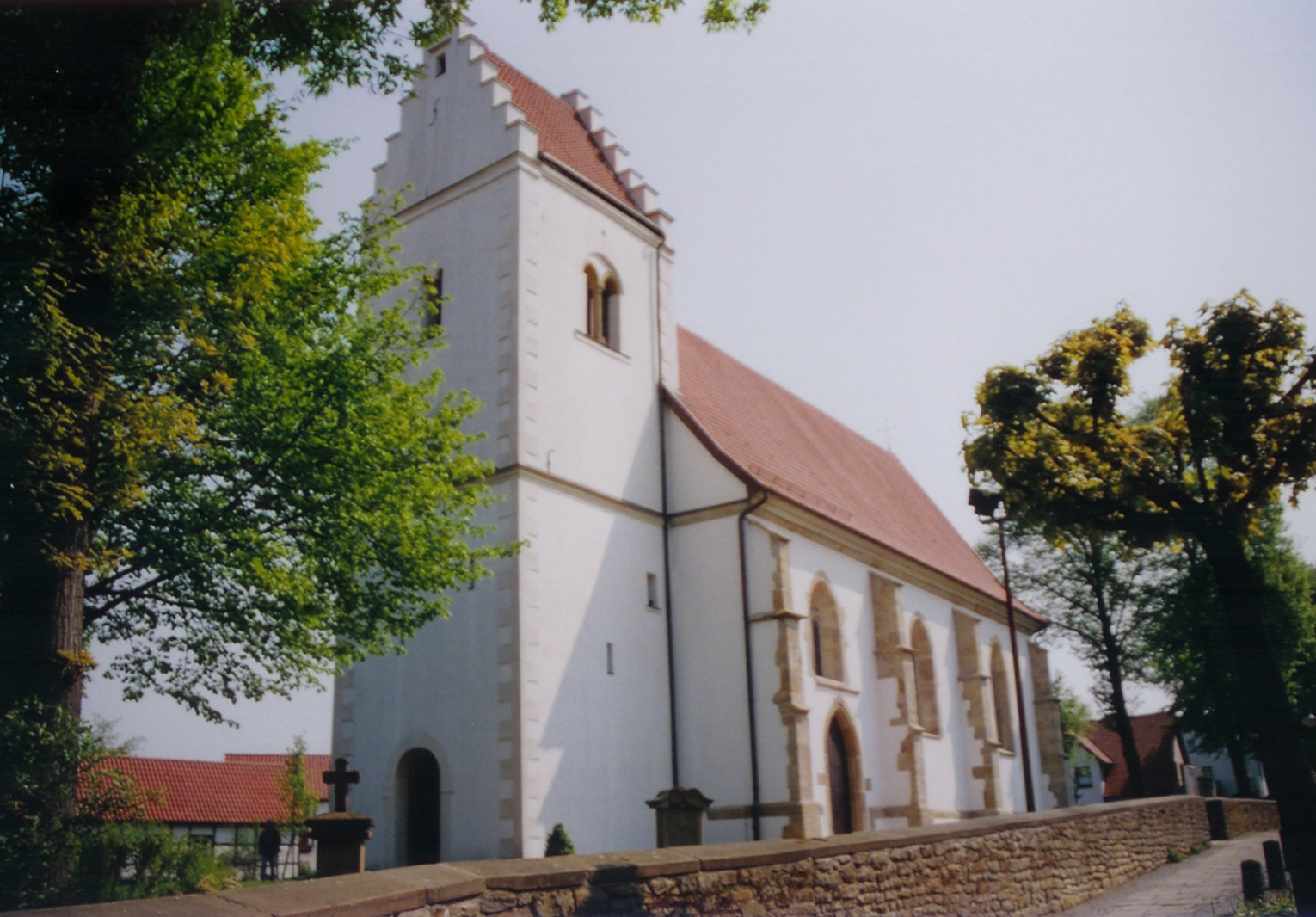
Evangelische Kirche

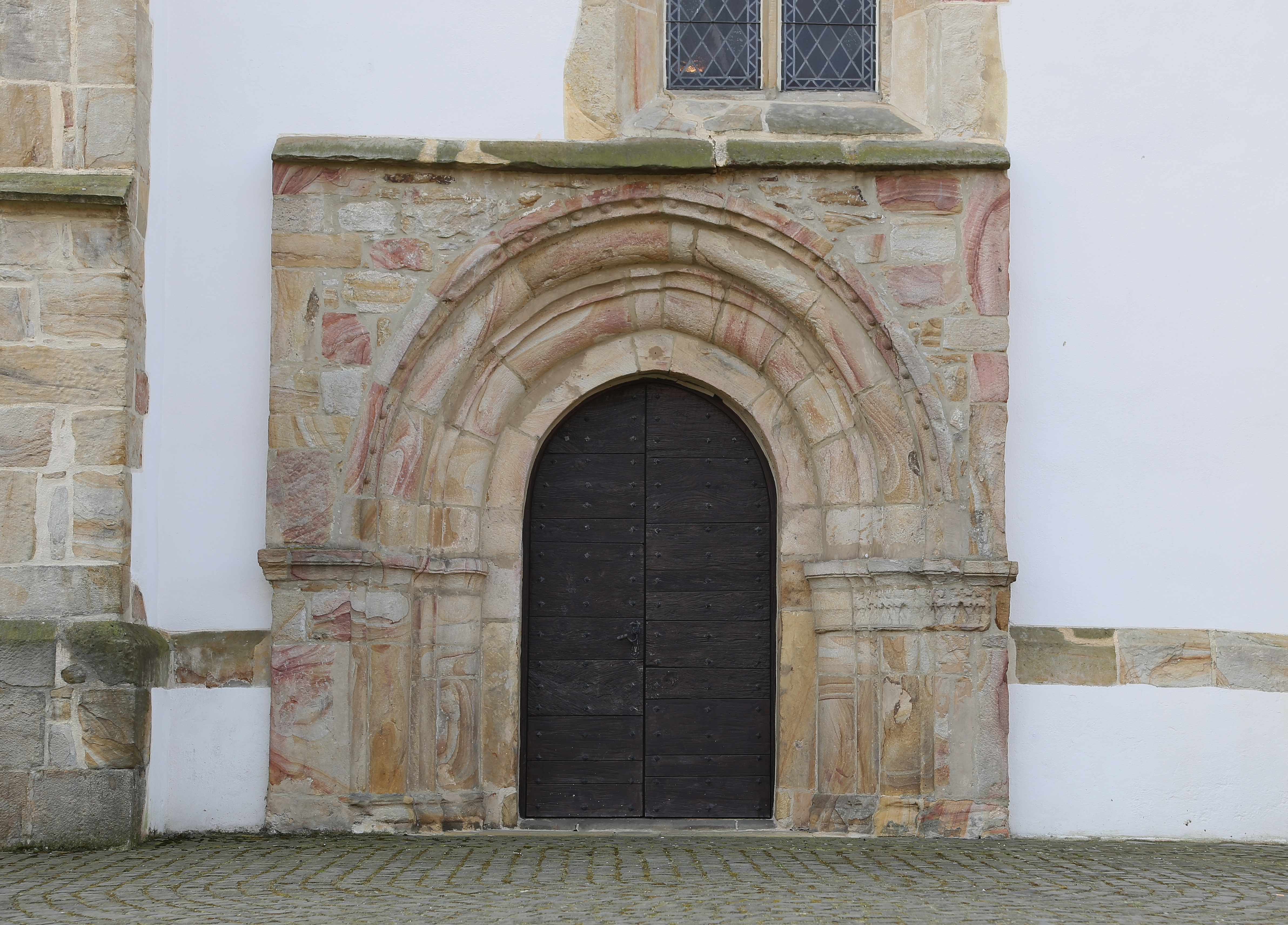
Das spätromanische Nordportal aus dem 13. Jahrhundert.

Die evangelische Pfarrkirche ist ein denkmalgeschütztes Kirchengebäude in Mettingen, einer Gemeinde im Kreis Steinfurt in Nordrhein-Westfalen.

## Geschichte und Architektur
Die ursprüngliche Eigenkirche wurde im 12. Jahrhundert gebaut. Ursprünglich war sie der Hl. Agatha geweiht. Bei Ausgrabungen im Jahr 1966 wurden die Fundamente von zwei Vorgängerkirchen gefunden. Die ältere war ein flachgedeckter Saalbau mit eingezogenem, quadratischen Chor und stammt aus der 1. Hälfte des zwölften Jahrhunderts. In dieser Zeit wurde auch der ursprünglich nicht gewölbte heutige Westturm errichtet. Die zweite Kirche war ein spätromanischer, etwas breiterer Gewölbesaal. Von dieser Kirche aus der Mitte des 13. Jahrhunderts ist das Nordportal erhalten. Das heutige Langhaus ist eine spätgotische Saalkirche mit dreiseitigem Chorschluss. Die zweiteiligen Fenster sind mit Fischblasenmaßwerk gefertigt. 2002 wurden Teile der Kirche umfassend saniert. Bei den Sanierungsarbeiten wurde der Dachstuhl um 15 Zentimeter angehoben, um die Last des Dachstuhls von den Deckengewölben des Kirchenraums zu nehmen.

## Ausstattung
- Die Apostel an den Chorwänden sind durch mehrfache Wiederherstellungen beeinträchtigt.
- Die einfache Renaissancekanzel besteht aus Holz.[2]